# Japurá (kommun i Brasilien, Amazonas)
Japurá är en kommun i Brasilien.   Den ligger i delstaten Amazonas, i den nordvästra delen av landet, 2 700 km nordväst om huvudstaden Brasília. Antalet invånare är 7 289.
I omgivningarna runt Japurá växer i huvudsak städsegrön lövskog. Trakten runt Japurá är nära nog obefolkad, med mindre än två invånare per kvadratkilometer.